# Де Бройль, Луи
Луи Виктор Пьер Раймон, 7-й герцог Брольи, более известный как Луи де Бройль (фр. Louis-Victor-Pierre-Raymond, 7ème duc de Broglie, Louis de Broglie; 15 августа 1892, Дьеп — 19 марта 1987, Лувесьен) — французский физик-теоретик, один из основоположников квантовой механики, лауреат Нобелевской премии по физике за 1929 год, член Французской академии наук (с 1933 года) и её непременный секретарь (с 1942 года), член Французской академии (с 1944 года).
Луи де Бройль является автором работ по фундаментальным проблемам квантовой теории. Ему принадлежит гипотеза о волновых свойствах материальных частиц (волны де Бройля, или волны материи), положившая начало развитию волновой механики. Он предложил оригинальную интерпретацию квантовой механики (теория волны-пилота, теория двойного решения), развивал релятивистскую теорию частиц с произвольным спином, в частности фотонов (нейтринная теория света), занимался вопросами радиофизики, классической и квантовой теориями поля, термодинамики и других разделов физики.

## Биография

### Происхождение и образование
Луи де Бройль принадлежал к известной аристократической фамилии Брольи, представители которой на протяжении нескольких веков занимали во Франции важные военные и политические посты. Отец будущего физика, Луи-Альфонс-Виктор (фр. Victor de Broglie; 1846—1906), 5-й герцог де Брольи, был женат на Полине д’Армай (Pauline d’Armaille), внучке наполеоновского генерала Филиппа Поля де Сегюра. У них было пятеро детей; помимо Луи, это: Альбертина (1872—1946), впоследствии маркиза де Луппе (Marquise de Luppé); Морис (1875—1960), впоследствии известный физик-экспериментатор; Филипп (1881—1890), умерший за два года до рождения Луи, и Полина, графиня де Панж (фр. Comtesse de Pange; 1888—1972), впоследствии известный литератор. Будучи самым младшим ребёнком в семье, Луи рос в относительном уединении, много читал, увлекался историей, в особенности политической. С раннего детства он отличался хорошей памятью и мог безошибочно прочесть отрывок из театральной постановки или назвать полный список министров Третьей республики. Ему прочили большое будущее на государственном поприще. Де Бройли проживали на своей вилле в Дьепе или в своих поместьях в Нормандии и Анжу. В 1901 году семья окончательно переехала в Париж, где отец стал членом Национальной ассамблеи.

Герб рода Брольи

Юный Луи де Бройль обучался дома под руководством частных учителей-священников — сначала отца Дюпюи (Dupuis), а затем отца Шане (Chanet). После смерти главы семьи в 1906 году старший брат Морис, ставший новым герцогом де Брольи, взял на себя заботу об образовании младшего, отправив того в престижный лицей Жансон-де-Сайи. Здесь Луи, унаследовавший титул князя (prince) Священной Римской империи, обучался три года и в 1909 году получил степени бакалавра (Baccalauréat) по философии и математике. Он хорошо учился по таким предметам как французский язык, история, физика, философия, показывал средние результаты по математике, химии и географии, слабо владел рисованием и иностранными языками. В восемнадцатилетнем возрасте Луи де Бройль поступил в Парижский университет, где поначалу изучал историю и право, однако вскоре разочаровался в этих дисциплинах и методах их преподавания. В то же время его не привлекала военная или дипломатическая карьера, обычная в его роду. По воспоминаниям Мориса де Бройля, во время этого кризиса размышления брата оказались направлены на нерешённые проблемы теоретической физики, тесно связанные с философией науки. Этому способствовали посещение курсов по «специальной математике», чтение трудов Анри Пуанкаре и изучение материалов первого Сольвеевского конгресса (1911), одним из секретарей которого работал Морис. В результате чтения записей дискуссий, происходивших на этой конференции, как писал спустя много лет сам Луи де Бройль, он «решил посвятить все свои силы выяснению истинной природы введённых за десять лет до этого в теоретическую физику Максом Планком таинственных квантов, глубокий смысл которых ещё мало кто понимал». Полностью обратившись к изучению физики, в 1913 году он окончил университет, получив степень лиценциата наук (licence ès sciences). Увлечение наукой глубоко повлияло на характер Луи де Бройля. Как писала в своих мемуарах графиня де Панж,

Дружелюбный и очаровательный маленький князь, которого я знала на протяжении всего детства, навсегда исчез. С решимостью и поразительной смелостью он постепенно, с каждым месяцем превращал себя в строгого учёного, ведущего монашескую жизнь.
Оригинальный текст (англ.)The amiable petit prince and charmer that I had known all through my childhood had disappeared forever. With a determination and an admirable courage he was transforming himself little-by-little every month into an austere scientist leading a monastic life.
— Цит. по M. J. Nye. Aristocratic Culture and the Pursuit of Science: The De Broglies in Modern France // Isis. — 1997. — Vol. 88. — P. 406.

### Служба в армии. Научная и педагогическая карьера
После окончания обучения Луи де Бройль в качестве простого сапёра присоединился к инженерным войскам для прохождения обязательной службы. Она началась в форте Мон-Валерьен (Mont Valérien), однако вскоре по инициативе брата он был прикомандирован к Службе беспроводных коммуникаций и работал на Эйфелевой башне, где находился радиопередатчик. Луи де Бройль оставался на военной службе в течение всей Первой мировой войны, занимаясь чисто техническими вопросами. В частности, совместно с Леоном Бриллюэном и братом Морисом он участвовал в налаживании беспроводной связи с подводными лодками. Князь Луи был демобилизован в августе 1919 года в звании унтер-офицера (adjudant). Впоследствии учёный с сожалением говорил о шести годах своей жизни, прошедших в отрыве от фундаментальных проблем науки, интересовавших его.
После демобилизации Луи де Бройль продолжил обучение на факультете точных наук с целью получения докторской степени. Здесь он посещал лекции Поля Ланжевена по теории относительности, которые произвели на него большое впечатление. Известно также, что молодой учёный регулярно приходил в Школу физики и химии, чтобы обсудить свои результаты и мысли с Ланжевеном и Леоном Бриллюэном. Одновременно князь Луи приступил к исследованиям в частной лаборатории своего брата Мориса. Научные интересы последнего касались свойств рентгеновских лучей и фотоэффекта; этой тематике были посвящены и первые работы Луи, написанные с братом или самостоятельно. В 1923 году младший де Бройль высказал свою знаменитую идею о волновых свойствах материальных частиц, давшую начало развитию волновой механики. После создания формализма этой теории учёный принял активное участие в обсуждении её интерпретации, предложив свой вариант. В последующие годы он продолжал разрабатывать различные вопросы квантовой теории. Характеризуя способ мышления де Бройля, его ученик и ближайший сотрудник Жорж Лошак писал:

Для Луи де Бройля характерно интуитивное мышление посредством простых конкретных и реалистических образов, присущих трёхмерному физическому пространству. <…> …отдавая себе отчёт в силе и строгости абстрактных рассуждений, он вместе с тем убеждён в том, что вся суть всё-таки в конкретных образах, всегда неясных и неустойчивых, без конца пересматриваемых и чаще всего отвергаемых как более или менее ложные. <…> …мне представляется, что в творчестве де Бройля были два ключа. Первый из них — это, очевидно, История. Он столько её изучал, что, как он мне однажды сказал, прочитал, наверное, больше книг по истории, чем по физике… Эти занятия не были для него своего рода любопытством или увлечением культурного человека, они являлись одновременно движущей силой его духа и питательной почвой для его мыслей… Вторым ключом в его творчестве была наглядность… Для де Бройля понимать — значит наглядно представлять.
— Ж. Лошак. Эволюция идей Луи де Бройля относительно интерпретации волновой механики // Л. де Бройль. Соотношения неопределённостей Гейзенберга и вероятностная интерпретация волновой механики (С критическими замечаниями автора). — М.: Мир, 1986. — С. 16, 21, 26.
В 1928 году Луи де Бройль начал свою преподавательскую деятельность на факультете естественных наук Парижского университета, а в 1933 году возглавил кафедру теоретической физики Института Анри Пуанкаре. Он руководил еженедельным семинаром и научной работой аспирантов, хотя с годами, по мере того, как он всё более удалялся от основного направления развития науки, учеников становилось всё меньше. На протяжении многих лет (до выхода в отставку в 1962 году) де Бройль читал курсы лекций по волновой механике, её различным аспектам и приложениям; многие из этих курсов были изданы в книжной форме. Отмечая превосходные качества этих книг, известный физик Анатоль Абрагам, однако, писал, что

…как лектор в аудитории он был скучен. Начиная точно в срок, он читал своим высоким голосом и до некоторой степени монотонно с больших листов, исписанных стенографическими значками. Он всегда останавливался точно в конце часа [лекции] и немедленно уходил. Если кто-либо хотел задать вопрос, то запрашивал о встрече, которая всегда предоставлялась и во время которой, следует сказать, он [де Бройль] прилагал большие усилия, чтобы разъяснить непонятное. Но мало кто шёл на этот шаг, и через некоторое время, вместо посещения лекций, предпочтение отдавалось изучению его прекрасно написанных книг.
Оригинальный текст (англ.)(…as a lecturer in a classroom he was uninspiring. Starting scrupulously on time, he read in his high pitched voice and in a somewhat monotonous tone from a sheaf of large sheets written in longhand. He always stopped sharply at the end of the hour and departed immediately. If one wanted to ask a question one requested an appointment, always granted, where it must be said he took great pains to explain a difficulty. But few went to that length and after a while rather than attend the lectures one preferred to study his beautifully written books.
— A. Abragam. Louis Victor Pierre Raymond de Broglie // Biogr. Mems Fell. Roy. Soc. — 1988. — Vol. 34. — P. 37.

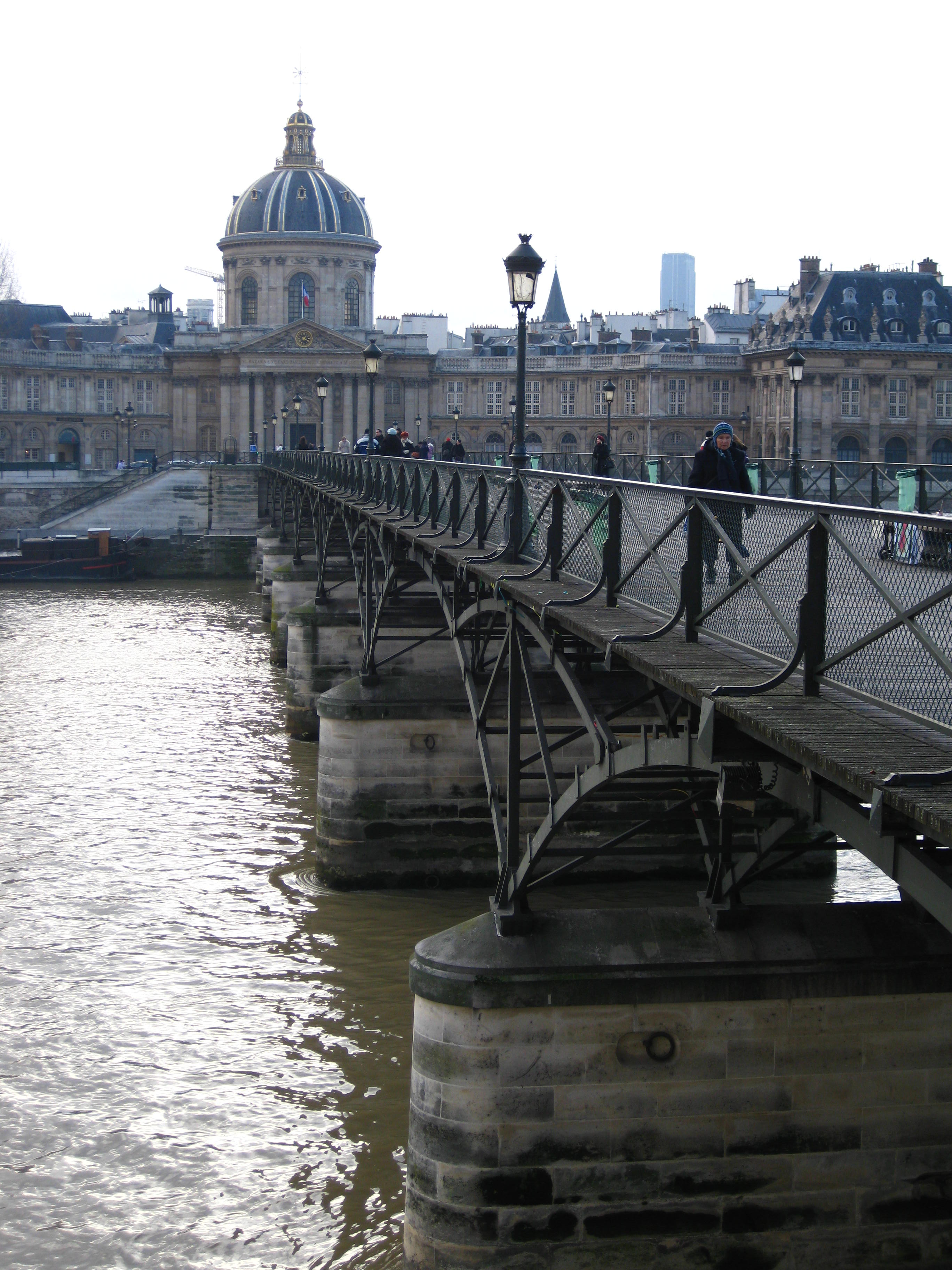
Вид на Французскую академию со стороны Моста Искусств

В 1933 году Луи де Бройль почти единодушно (исключение составили лишь два голоса) был избран членом Французской академии наук. В 1942 году он стал её непременным секретарём (Secrétaire Perpétuel) и занимал эту должность до 1975 года, когда ушёл в отставку. Специально для него был учреждён пост почётного непременного секретаря (Secrétaire Perpétuel d’Honneur). 12 октября 1944 года де Бройль был избран членом Французской академии (его предшественником был математик Эмиль Пикар) и 31 мая 1945 года был торжественно принят в число сорока «бессмертных» своим собственным братом Морисом. В 1945 году он был назначен советником Комиссии по атомной энергии Франции. За его научно-популярные работы ЮНЕСКО присудила ему первую премию Калинги (1952). В 1973 году был основан Фонд Луи де Бройля (Fondation Louis de Broglie) для поддержки исследований фундаментальных проблем физики.
Луи де Бройль никогда не был женат, редко выезжал за границу. После смерти матери в 1928 году большой семейный дворец в Париже был продан, и Луи обосновался в небольшом доме на Rue Perronet в Нёйи-сюр-Сен, где уединённо прожил всю оставшуюся жизнь. Он никогда не владел автомобилем, предпочитая передвигаться пешком или на метро, никогда не ездил отдыхать и каждое лето проводил в Париже. В 1960 году, после смерти Мориса, не имевшего детей, Луи де Бройль унаследовал герцогский титул. Как свидетельствует Абрагам, де Бройль был человеком застенчивым, никогда не повышал голос и был со всеми вежлив. Он был неразговорчив, однако из-под его пера вышло большое число научных и научно-популярных сочинений. Учёный скончался в Лувесьене (Louveciennes) 19 марта 1987 года на 95-м году жизни.

## Научная деятельность

### Физика рентгеновского излучения и фотоэффекта
Первые работы Луи де Бройля (начало 1920-х годов) были выполнены в лаборатории его старшего брата Мориса и касались особенностей фотоэлектрического эффекта и свойств рентгеновских лучей. В этих публикациях рассматривалось поглощение рентгеновских лучей и содержалось описание этого явления с помощью теории Бора, применялись квантовые принципы к интерпретации спектров фотоэлектронов, давалась систематическая классификация рентгеновских спектров. Исследования рентгеновских спектров имели важное значение для выяснения структуры внутренних электронных оболочек атомов (оптические спектры определяются внешними оболочками). Так, результаты экспериментов, проведённых вместе с Александром Довийе (Alexandre Dauvillier), позволили выявить недостатки существовавших схем распределения электронов в атомах; эти трудности были устранены в работе Эдмунда Стоунера. Другим результатом было выяснение недостаточности формулы Зоммерфельда для определения положения линий в рентгеновских спектрах; это расхождение было ликвидировано после открытия спина электрона. В 1925 и 1926 годах ленинградский профессор Орест Хвольсон выдвигал кандидатуру братьев де Бройль на Нобелевскую премию за работы по физике рентгеновских лучей.

### Волны материи
Изучение природы рентгеновского излучения и обсуждение его свойств с братом Морисом, который считал эти лучи какой-то комбинацией волн и частиц, способствовали осознанию Луи де Бройлем необходимости построения теории, связывающей корпускулярные и волновые представления. Кроме того, он был знаком с работами (1919—1922) Марселя Бриллюэна, в которых предлагалась гидродинамическая модель атома и делалась попытка связать её с результатами теории Бора. Исходным пунктом в работе Луи де Бройля стала идея А. Эйнштейна о квантах света. В своей первой статье на эту тему, опубликованной в 1922 году, французский учёный рассмотрел излучение чёрного тела как газ световых квантов и, пользуясь классической статистической механикой, вывел в рамках такого представления закон излучения Вина. В следующей своей публикации он попытался согласовать концепцию световых квантов с явлениями интерференции и дифракции и пришёл к заключению о необходимости связать с квантами некоторую периодичность. При этом световые кванты трактовались им как релятивистские частицы очень малой массы.
Оставалось распространить волновые соображения на любые массивные частицы, и летом 1923 года произошёл решающий прорыв. Свои идеи де Бройль изложил в короткой заметке «Волны и кванты» (Ondes et quanta, представлена на заседании Парижской академии наук 10 сентября 1923 года), положившей начало созданию волновой механики. В этой работе учёный предположил, что движущаяся частица, обладающая энергией {\displaystyle E} и скоростью {\displaystyle v}, характеризуется некоторым внутренним периодическим процессом с частотой {\displaystyle E/h}, где {\displaystyle h} — постоянная Планка. Чтобы согласовать эти соображения, основанные на квантовом принципе, с идеями специальной теории относительности, де Бройль был вынужден связать с движущимся телом «фиктивную волну», которая распространяется со скоростью {\displaystyle c^{2}/v}. Такая волна, получившая позднее название фазовой, или волны де Бройля, в процессе движения тела остаётся согласованной по фазе с внутренним периодическим процессом. Рассмотрев затем движение электрона по замкнутой орбите, учёный показал, что требование согласования фаз непосредственно приводит к квантовому условию Бора — Зоммерфельда, то есть к квантованию углового момента. В следующих двух заметках (доложены на заседаниях 24 сентября и 8 октября соответственно) де Бройль пришёл к выводу, что скорость частицы равна групповой скорости фазовых волн, причём частица движется вдоль нормали к поверхностям равной фазы. В общем случае траектория частицы может быть определена при помощи принципа Ферма (для волн) или принципа наименьшего действия (для частиц), что указывает на связь геометрической оптики и классической механики.
В статье, объединяющей результаты трёх заметок, Луи де Бройль писал, что, «быть может, каждое движущееся тело сопровождается волной и что разделение движения тела и распространения волны является невозможным». Следуя этим соображениям, учёный согласовал явления дифракции и интерференции с гипотезой световых квантов. Так, дифракция возникает при прохождении частицы света через отверстие, размер которого сравним с длиной фазовых волн. Более того, эти рассуждения, согласно де Бройлю, должны быть справедливы и для материальных частиц, например, электронов, что должно было стать экспериментальным подтверждением всей концепции. Свидетельства дифракции электронов были обнаружены к 1927 году, в первую очередь благодаря экспериментам Клинтона Дэвиссона и Лестера Джермера в США и Джорджа Паджета Томсона в Англии.

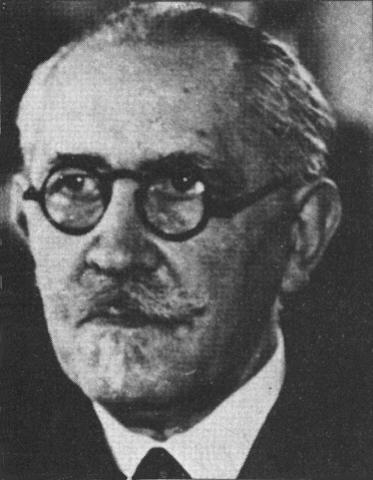
Поль Ланжевен

Однако в 1924 году идеи Луи де Бройля о волновых свойствах частиц были лишь гипотезой. Он изложил свои результаты в развёрнутом виде в докторской диссертации «Исследования по теории квантов», защита которой состоялась в Сорбонне 25 ноября 1924 года. Экзаменационная комиссия, в которую входили четыре известных учёных — физики Жан Перрен, Шарль-Виктор Моген (фр. Charles Victor Mauguin), Поль Ланжевен и математик Эли Картан, по достоинству оценила оригинальность полученных результатов, однако едва ли могла понять всё их значение. Исключение составлял Ланжевен, который сообщил о работе де Бройля на Сольвеевском конгрессе в апреле 1924 года. По его предложению копия диссертации была послана Альберту Эйнштейну. Реакция последнего в письме Ланжевену была ободряющей: «Он приподнял угол великого занавеса (нем. Er hat einen Zipfel der grossen Schleiers gelüftet)». Интерес к этой работе Эйнштейна, который использовал её при обосновании своих соображений по квантовой статистике, привлёк внимание ведущих физиков к гипотезе де Бройля, однако мало кто в то время воспринимал её всерьёз. Следующий шаг был сделан Эрвином Шрёдингером, который, отталкиваясь от идей французского физика, в начале 1926 года разработал математический формализм волновой механики. Успехи теории Шрёдингера и экспериментальное открытие дифракции электронов привели к широкому признанию заслуг Луи де Бройля, свидетельством чего стало присуждение ему Нобелевской премии по физике за 1929 год с формулировкой «за открытие волновой природы электрона».

### Интерпретация волновой механики. Ранние работы
После выхода основополагающих работ по теории волн материи Луи де Бройль опубликовал ещё ряд небольших статей, в которых развивал и уточнял свои идеи. Эти уточнения касались таких вопросов как релятивистская формулировка соотношения между энергией частицы и частотой волны, объяснение явлений интерференции и поглощения излучения атомами за счёт распространения фазовых волн и других. В своей диссертации он также применил свою теорию к описанию эффекта Комптона и статистического равновесия газов и к вычислению релятивистских поправок для атома водорода. Однако физический смысл фазовых волн оставался во многом не ясен. После появления в начале 1926 года работ Шрёдингера по волновой механике проблема интерпретации новой теории стала особенно острой. К концу 1927 года была в общих чертах сформулирована так называемая копенгагенская интерпретация, основой которой стали борновская вероятностная трактовка волновой функции, соотношения неопределённостей Гейзенберга и принцип дополнительности Бора. Луи де Бройль, независимо развивая свои идеи о волнах, связанных с частицами, пришёл к иной интерпретации, которая получила название теории двойного решения.

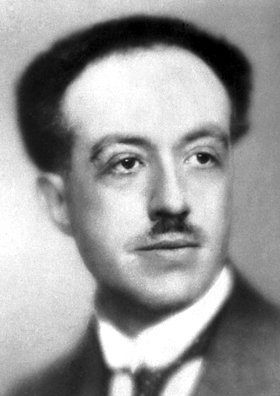
Луи де Бройль (1929)

Впервые теория двойного решения была представлена в статье «Волновая механика и атомная структура вещества и излучения», опубликованной в Journal de Physique в мае 1927 года. В этой работе частицы были представлены как «движущиеся сингулярности» волнового поля, описываемого релятивистским уравнением типа уравнения Клейна — Гордона. Скорость сингулярности равна скорости частицы, а фаза определяется действием. Далее, воспользовавшись аналогией между классической механикой и геометрической оптикой (идентичность принципа наименьшего действия и принципа Ферма), автор показал, что скорость сингулярности в случае свободной частицы должна быть направлена вдоль градиента фазы. Непрерывные же решения волнового уравнения, согласно де Бройлю, ассоциируются со случаем ансамбля частиц и имеют обычный статистический смысл (плотность ансамбля в каждой точке). Такие решения можно также трактовать как плотность ансамбля возможных решений, определяемых набором начальных условий, так что квадрат амплитуды такой волны будет определять вероятность обнаружить частицу в данном элементе объёма (вероятность в классическом смысле, как свидетельство незнания полной картины). Следующим шагом стал так называемый «принцип двойного решения», согласно которому фазы сингулярного и непрерывного решений всегда равны. Этот постулат «предполагает существование двух синусоидальных решений [волнового] уравнения, имеющих один и тот же фазовый коэффициент, причём одно решение представляет собой точечную сингулярность, а другое, напротив, имеет непрерывную амплитуду». Таким образом, частица-сингулярность будет двигаться вдоль градиента фазы (нормали к поверхностям равных фаз) непрерывной вероятностной волны.
Рассмотрев затем задачу о движении частицы во внешнем потенциале и перейдя к нерелятивистскому пределу, де Бройль пришёл к выводу, что наличие непрерывной волны связано с появлением в лагранжиане частицы дополнительного члена, который можно трактовать как малую добавку к потенциальной энергии. Эта добавка совпадает с так называемым «квантовым потенциалом», введённым Дэвидом Бомом в 1951 году. Обратившись к случаю многочастичной системы в нерелятивистском приближении, де Бройль задался вопросом, каков же смысл уравнения Шрёдингера, и дал на него следующий ответ: фаза решения уравнения Шрёдингера в конфигурационном пространстве, количество измерений которого определяется числом частиц, задаёт движение каждой частицы-сингулярности в обычном трёхмерном пространстве. Амплитуда же решения, как и ранее, характеризует плотность вероятности обнаружить систему в данном месте конфигурационного пространства. Наконец, в последнем разделе своей статьи де Бройль предложил другой взгляд на полученные результаты: вместо «принципа двойного решения», который трудно обосновать, можно постулировать существование двух объектов разной физической природы — материальной частицы и непрерывной волны, причём последняя направляет движение первой. Такая волна получила название «волны-пилота» (l’onde pilote). Впрочем, по мнению учёного, такая интерпретация могла быть лишь предварительной мерой.
В целом работа де Бройля не привлекла большого внимания научного сообщества. Копенгагенская школа считала невозможным разрешить фундаментальные трудности путём возврата к детерминизму классической механики. Тем не менее, Вольфганг Паули высоко оценил оригинальность идей французского учёного. Так, в письме Нильсу Бору от 6 августа 1927 года он писал: «…даже если эта статья де Бройля бьёт мимо цели (и я надеюсь, что это действительно так), она всё же очень богата идеями, очень чёткая и написана на гораздо более высоком уровне, чем ребяческие статьи Шрёдингера, который даже сегодня всё ещё думает, что может… упразднить материальные точки». Де Бройлю не удалось убедить коллег в справедливости своих представлений и во время пятого Сольвеевского конгресса (октябрь 1927 года), где он сделал доклад о своей предварительной теории волны-пилота, лишь вскользь затронув идею двойного решения. Исходя из требования согласования с классической механикой в соответствующем пределе, он постулировал фундаментальное уравнение движения в виде пропорциональности скорости частицы градиенту фазы вероятностной волны-пилота, описываемой уравнением Шрёдингера. Затем он рассмотрел ряд конкретных задач, в том числе случай системы многих частиц.

### Интерпретация волновой механики. Поздние работы

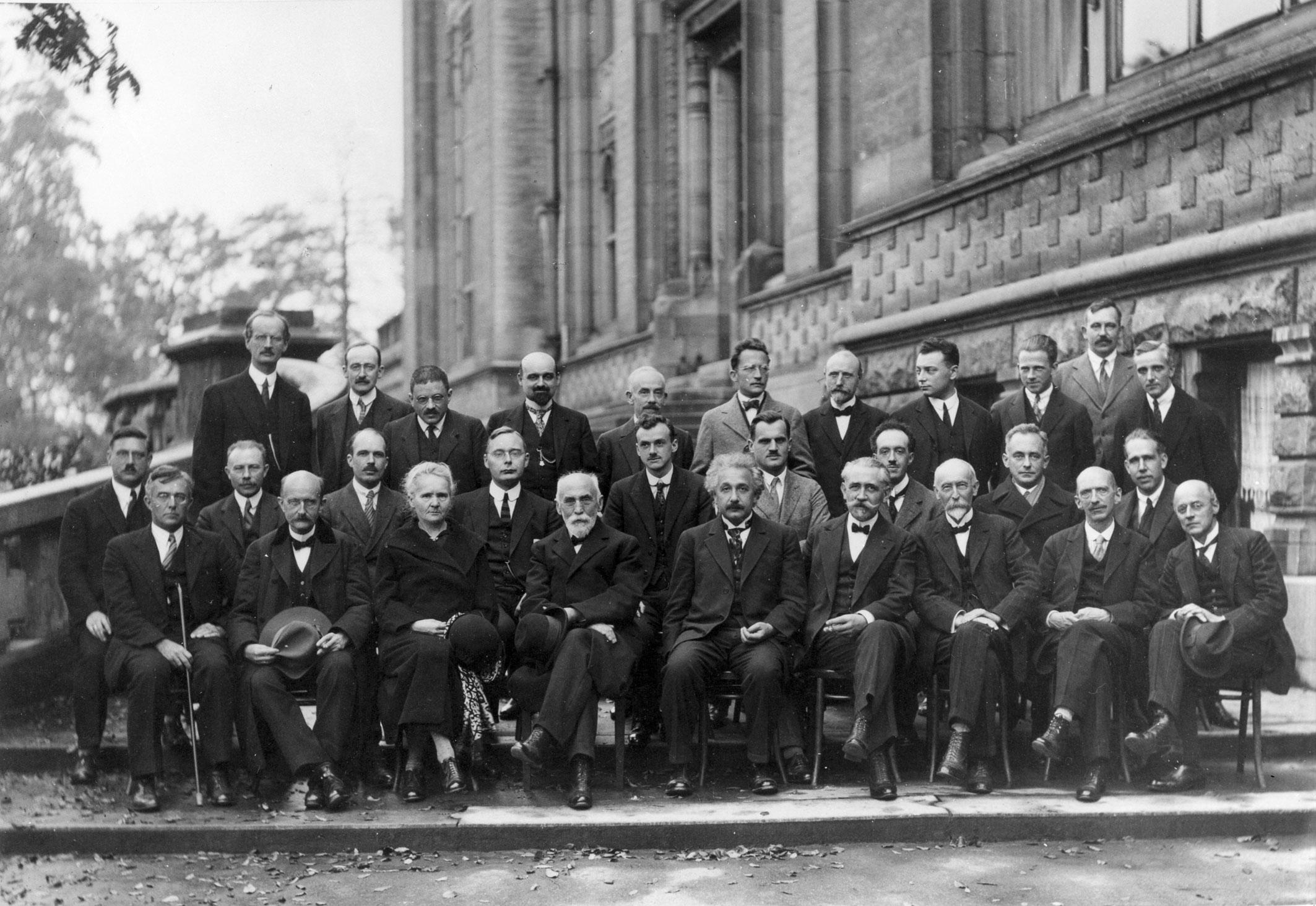
Участники Сольвеевского конгресса 1927 года. Луи де Бройль сидит третий справа во втором ряду

Причинная теория волны-пилота встретила прохладный приём у участников Сольвеевского конгресса, что отчасти было обусловлено её предварительным характером, который подчёркивал сам де Бройль. Большинство предпочитало более простую чисто вероятностную интерпретацию, и эта неблагоприятная реакция, по словам де Бройля, стала одной из причин отказа от развития своих оригинальных идей. Кроме того, он оказался не в состоянии дать ответ на некоторые важные вопросы, в частности разрешить проблемы измерения и «реальности» волновой функции. Он оказался в тупике и в результате тяжёлой внутренней борьбы перешёл к точке зрения своих оппонентов. В течение многих лет учёный в своих лекциях и сочинениях придерживался стандартной копенгагенской интерпретации. Новый повод для пересмотра взглядов возник в 1951 году с появлением работ американского физика Дэвида Бома, содержавших новую попытку построения квантовой теории со «скрытыми параметрами». Теория Бома по существу воспроизводит идеи теории волны-пилота в несколько иной формулировке (так, уравнение динамики частицы записано на языке не скорости, а ускорения, так что в ньютоновское уравнение вводится соответствующий «квантовый потенциал»). Бому удалось продвинуться гораздо дальше де Бройля в обосновании этих взглядов, в частности построить теорию измерений. Теория волны-пилота, которую с тех пор часто называют теорией де Бройля — Бома, по-видимому, позволяет непротиворечиво получать все результаты стандартной нерелятивистской квантовой механики. Она согласуется с неравенствами Белла и относится к нелокальным теориям со скрытыми параметрами. В настоящее время она часто рассматривается как альтернативная (хотя и редко используемая) формулировка квантовой теории.

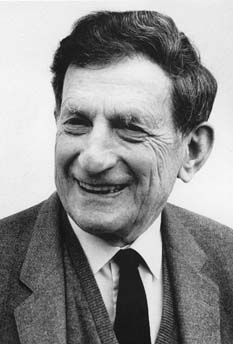
Дэвид Бом

Работы Бома побудили де Бройля вернуться к своим идеям четвертьвековой давности, однако объектом его изучения стала не «предварительная» теория волны-пилота, а более глубокая, по его мнению, теория двойного решения (его внимание к ней привлёк Жан-Пьер Вижье). Де Бройль не видел, каким образом можно согласовать свойства волновой функции с бомовским предположением о реальности физической волны, которую эта функция описывает. Он полагал, что это противоречие можно разрешить при помощи принципа двойного решения, который может придать волне объективный смысл, то есть сделать её элементом физической реальности. «Таким образом, в теории двойного решения неприемлемое представление о частице, которая „пилотируется“ неким распределением вероятностей осуществления событий, заменяется представлением о сингулярности, составляющей одно целое с физической волной, которая в каком-то смысле „ощупывает“ окружающее пространство и передаёт соответствующую информацию сингулярности, направляя её движение». Скорость веде́ния частицы волной при таком подходе является скрытым параметром, не поддающимся измерению. Несмотря на большие усилия, приложенные учёным для развития этой теории, в ней осталось много нерешённых трудностей. В частности, остался неразрешённым парадокс Эйнштейна — Подольского — Розена.
Свои идеи де Бройль и его ученики использовали для разработки проблем движения сингулярностей и недеформируемых волновых пакетов (солитонных решений нелинейных уравнений), квантовой теории измерений, динамики частиц с переменной собственной массой, релятивистской термодинамики. Нелинейность, вводимая в волновое уравнение, призвана была объяснить не только локализацию энергии частицы на протяжённой волне, но и природу квантовых переходов. В начале 1960-х годов де Бройль сформулировал представление о скрытой термодинамике изолированных частиц, согласно которому в движение отдельной частицы вводится случайный элемент, обусловленный её взаимодействием со скрытой «субквантовой средой». Таким образом, квантовая частица напоминает коллоидную частицу, демонстрирующую броуновское движение из-за столкновений с невидимыми молекулами среды. Это позволяет, по мнению учёного, применять к движению одиночной частицы классические методы теории флуктуаций.

### Волновая механика фотона и прочие работы
В начале 1930-х годов Луи де Бройль предпринял попытку найти релятивистское волновое уравнение для фотона, аналогичное по смыслу уравнению, выведенному Полем Дираком для электрона. Предположив, что фотон, обладающий спином 1, можно представить как связанную пару частиц со спином 1/2, французский учёный, отталкиваясь от уравнения Дирака, получил соответствующее волновое уравнение фотона. Волновая функция такого векторного фотона оказалась аналогичной максвелловской электромагнитной волны. При этом де Бройль вновь ввёл предположение о конечности массы фотона. Таким образом, в 1934 году ему удалось получить волновое уравнение для частицы со спином 1 и произвольной массой, которое в 1936 году было независимо выведено румынским физиком Александру Прока и носит название уравнения Прока. Хотя попытка проквантовать теорию оказалась неудачной (при переходе ко вторичному квантованию она перестаёт быть калибровочно инвариантной), это было первое уравнение, описывающее поведение векторных мезонов. Развитую де Бройлем теорию иногда называют «нейтринной теорией света», поскольку в качестве кандидата на роль дираковских частиц, из которых состоит фотон, фигурировало нейтрино.
В течение ряда последующих лет Луи де Бройль вместе с учениками занимался обобщением теории на частицы с произвольным спином, которые представлялись как сложные системы, состоящие из нужного числа элементарных частиц со спином 1/2. Множество публикаций учёного посвящено конкретным вопросам из различных разделов физики. Так, после начала Второй мировой войны де Бройлю был поручен сбор и обработка новой информации по радиофизике (распространение радиоволн, волноводы, рупорные антенны и так далее). После Второго компьенского перемирия французские военные инженеры уже не нуждались в этих сведениях, поэтому в 1941 году де Бройль опубликовал получившийся обзор в виде книги. С 1946 года учёный посвятил ряд публикаций и курсов лекций проблемам электронной оптики, термодинамики (в том числе релятивистской), теории атомного ядра, квантовой теории поля (попытки устранения бесконечности собственной энергии электрона за счёт введения взаимодействия с одним или несколькими мезонными полями).

## Награды и членства
- Премия Жюля Майера (Prix Jules Mahyer) Французской академии наук (1926)
- Премия Беккереля (Prix Becquerel) Французской академии наук (1927)
- Нобелевская премия по физике (1929)
- Медаль Анри Пуанкаре (Médaille Henri Poincaré) Французской академии наук (1929)
- Гран-при Альберта I Монакского (1932)
- Медаль Макса Планка (1938)
- Премия Калинги (1952)
- Гран-при Общества инженеров Франции (1953)
- Золотая медаль Национального центра научных исследований (1955)
- Большой крест Ордена Почётного легиона (1961)
- Большая золотая медаль SEP (1962)
- Медаль Гельмгольца (1975)
- Командор Ордена Академических пальм
- Офицер бельгийского Ордена Леопольда
- Иностранный член 18 академий наук мира, в том числе Шведской королевской академии наук (1938), Национальной академии наук США (1948), Лондонского королевского общества (1953), Академии наук СССР (1958).
- Почётный доктор университетов Варшавы, Бухареста, Афин, Лозанны, Квебека и Брюсселя.

## Сочинения
- L. de Broglie. Ondes et mouvements. — Paris: Gauthier-Villars, 1926.
- L. de Broglie, M. de Broglie. Introduction à la physique des rayons X et {\displaystyle \gamma }. — Paris: Gauthier-Villars, 1928.
- L. de Broglie. La mécanique ondulatoire. — Paris: Gauthier-Villars, 1928.
- L. de Broglie. Ondes et corpuscules. — Paris: Hermann, 1930.
- L. de Broglie. Introduction à l'étude de la mécanique ondulatoire. — Paris: Hermann, 1930. Русский перевод: Л. де Бройль. Введение в волновую механику. — Харьков, Киев, 1934.
- L. de Broglie. Théorie de la quantification dans la nouvelle mécanique. — Paris: Hermann, 1932.
- L. de Broglie. Sur une forme plus restrictive des relations d'incertitude. — Paris: Hermann, 1932.
- L. de Broglie. L'électron magnétique. — Paris: Hermann, 1934. Русский перевод: Л. де Бройль. Магнитный электрон. — Харьков, 1936.
- L. de Broglie. Une nouvelle conception de la lumiére. — Paris: Hermann, 1934.
- L. de Broglie. Nouvelles recherches sur la lumiére. — Paris: Hermann, 1936.
- L. de Broglie. La physique nouvelle et les quanta. — Paris: Flammarion, 1937. Русский перевод: Л. де Бройль. Революция в физике (Новая физика и кванты). — 2-е изд. — М.: Атомиздат, 1965.
- L. de Broglie. Matière et lumière. — Paris: Albin-Michel, 1937.
- L. de Broglie. La mécanique ondulatoire des systèmes de corpuscules. — Paris: Gauthier-Villars, 1939.
- L. de Broglie. Une nouvelle théorie de la lumiére, la mécanique ondulatoire du photon (Tomes I—II). — Paris: Hermann, 1940.
- L. de Broglie. Problèmes de propagation guidée des ondes électromagnéques. — Paris: Gauthier-Villars, 1941. Русский перевод: Л. де Бройль. Электромагнитные волны в волноводах и полых резонаторах. — М.: Изд-во иностр. лит-ры, 1948.
- L. de Broglie. Continu et discontinu en physique moderne. — Paris: Albin-Michel, 1941.
- L. de Broglie. Théorie générale des particules à spin. — Paris: Gauthier-Villars, 1943.
- L. de Broglie. De la mécanique ondulatoire à la théorie du noyau (Tomes I—III). — Paris: Hermann, 1943.
- L. de Broglie. Corpuscules, ondes et mécanique ondulatoire. — Paris: Albin-Michel, 1945.
- L. de Broglie. Physique et microphysique. — Paris: Albin-Michel, 1947.
- L. de Broglie. Mécanique ondulatoire du photon et théorie quantique des champs. — Paris: Gauthier-Villars, 1949.
- L. de Broglie. Optique ondulatoire et corpusculaire. — Paris: Hermann, 1950.
- L. de Broglie. La Théorie des particules de spin 1/2 (Electrons de Dirac). — Paris: Gauthier-Villars, 1951.
- L. de Broglie. Savants et découvertes. — Paris: Albin-Michel, 1951.
- L. de Broglie. Élements de théorie des quanta et de mécanique ondulatoire. — Paris: Gauthier-Villars, 1953.
- L. de Broglie, J.-P. Vigier. La physique quantique restera-t-elle indéterministe? — Paris: Gauthier-Villars, 1953.
- L. de Broglie. Une tentative d'interprétation causale et non linéaire de la mécanique ondulatoire: la théorie de la double solution. — Paris: Gauthier-Villars, 1956.
- L. de Broglie. Perspectives nouvelles en microphysique. — Paris: Albin-Michel, 1956.
- L. de Broglie. La Théorie de la mesure en mécanique ondulatoire (interprétation usuelle et interprétation causale). — Paris: Gauthier-Villars, 1957.
- L. de Broglie. Sur les sentiers de la science. — Paris: Albin-Michel, 1960. Русский перевод: Л. де Бройль. По тропам науки. — М.: Изд-во иностр. лит-ры, 1962.
- L. de Broglie. Introduction à la nouvelle théorie des particules de M. Jean-Pierre Vigier et de ses collaborateurs. — Paris: Gauthier-Villars, 1961.
- L. de Broglie. Étude critique des bases de l'interprétation actuelle de la mécanique ondulatoire. — Paris: Gauthier-Villars, 1963.
- L. de Broglie. La thermodynamique de la particule isolée (thermodynamique cachée des particules). — Paris: Gauthier-Villars, 1964.
- L. de Broglie. Certitudes et incertitudes de la science. — Paris: Albin-Michel, 1966.
- L. de Broglie. Ondes électromagnéques et photons. — Paris: Gauthier-Villars, 1968.
- L. de Broglie. La réinterprétation de la mécanique ondulatoire. — Paris: Gauthier-Villars, 1971.
- L. de Broglie. Recherches d'un demi-siècle. — Paris: Albin-Michel, 1976.
- L. de Broglie. Jalons pour une nouvelle microphysique. — Paris: Gauthier-Villars, 1978.
- L. de Broglie. Les incertitudes d'Heisenberg et l'interpretation probabiliste de la méchanique ondulatoire. — Paris: Gauthier-Villars, 1982. Русский перевод: Л. де Бройль. Соотношения неопределённостей Гейзенберга и вероятностная интерпретация волновой механики (С критическими замечаниями автора). — М.: Мир, 1986.

- L. de Broglie. Rayonnement noir et quanta de lumière // Journal de Physique (VI serie). — 1922. — Vol. 3. — P. 422–428.
- L. de Broglie. Ondes et quanta // Comptes rendus de l'Académie des sciences. — 1923. — Vol. 177. — P. 507—510. Русский перевод: Л. де Бройль. Волны и кванты // Успехи физических наук. — Российская академия наук, 1967. — Т. 93. — С. 178—180.
- L. de Broglie. Quanta de lumière, diffraction et interférences // Comptes rendus de l'Académie des sciences. — 1923. — Vol. 177. — P. 548—550. Русский перевод: Л. де Бройль. Кванты света, дифракция и интерференция // Успехи физических наук. — Российская академия наук, 1967. — Т. 93. — С. 180—181.
- L. de Broglie. Les quanta, la théorie cinétique des gas et le principe de Fermat // Comptes rendus de l'Académie des sciences. — 1923. — Vol. 177. — P. 630—632. Русский перевод: Л. де Бройль. Кванты, кинетическая теория газов и принцип Ферма // Успехи физических наук. — Российская академия наук, 1967. — Т. 93. — С. 182—183.
- L. de Broglie. A Tentative Theory of Light Quanta // Philosophical Magazine. — 1924. — Vol. 46. — P. 446—458. Русский перевод: Л. де Бройль. Попытка построения теории световых квантов // Успехи физических наук. — Российская академия наук, 1977. — Т. 122. — С. 562—571.
- L. de Broglie, A. Dauvillier. Le système spectral des rayons Röntgen et structure de l'atome // Journal de Physique (VI serie). — 1924. — Vol. 5. — P. 1–19.
- L. de Broglie. Recherches sur la théorie des quanta: Thèse de doctorat soutenue à Paris le 29 novembre 1924 // Annales de Physique (10e serie). — 1925. — Vol. 3. — P. 22–128. Сокращённый русский перевод: Л. де Бройль. Исследования по теории квантов // Вариационные принципы механики. — М.: Физматгиз, 1959. — С. 641—667.
- L. de Broglie. La mécanique ondulatoire et la structure atomique de la matière et du rayonnement // Journal de Physique (VI serie). — 1927. — Vol. 8. — P. 225–241.
- L. de Broglie. L'équation d'ondes du photon // Comptes rendus de l'Académie des sciences. — 1934. — Vol. 199. — P. 445.
- L. de Broglie. Sur les particules de spin quelconque // Comptes rendus de l'Académie des sciences. — 1939. — Vol. 209. — P. 265.
- L. de Broglie. Sur une forme nouvelle de la théorie du «champ soustractif» // Journal de Physique (VIII serie). — 1950. — Vol. 11. — P. 481—489.
- L. de Broglie. Sur la possibilité d'une interprétation causale et objective de la mécanique ondulatoire // Comptes rendus de l'Académie des sciences. — 1952. — Vol. 234. — P. 265.
- L. de Broglie. L'interprétation de la mécanique ondulatoire // Journal de Physique (VIII serie). — 1959. — Vol. 20. — P. 963—979.
- L. de Broglie. La thermodynamique de la particule isolée // Comptes rendus de l'Académie des sciences. — 1961. — Vol. 253. — P. 1078.

- Л. де Бройль. Избранные научные труды. Том 1. Становление квантовой физики: работы 1921–1934 годов. — М.: Логос, 2010.
- Л. де Бройль. Избранные научные труды. Том 2. Квантовая механика и теория света: работы 1934-1951 годов. — М.: МГУП, 2011.
- Л. де Бройль. Избранные научные труды. Том 3. Теория света на основе теории слияния. Частицы со спином. — М.: Академия Медиаиндустрии, 2013.

### Книги
- Georges A. Louis de Broglie: Physicien et penseur. — Paris, 1953.
- Джеммер М. Эволюция понятий квантовой механики. — М.: Наука, 1985.
- Cormier-Delanoue C. Louis de Broglie que nous avons connu. — Paris: Fondation Louis de Broglie, 1988.
- La découverte des ondes de matière, Actes du Colloque Louis de Broglie, Paris, 16–17 juin 1992. — Paris: Lavoisier, 1992.
- Lochak G. Louis de Broglie: un prince de la science. — Paris: Flammarion, 1988.
- Bacciagaluppi G., Valentini A. Quantum Theory at the Crossroads: Reconsidering the 1927 Solvay Conference. — Cambridge University Press, 2009.

### Статьи
- Кузнецов И. В. Луи де Бройль и его книга «По тропам науки» // Л. де Бройль. По тропам науки. — М.: Изд-во иностр. лит-ры, 1962. — С. 380—406.
- Суворов C. Г. Вклад де Бройля в развитие физики (К публикации переводов статей де Бройля) // Успехи физических наук. — Российская академия наук, 1967. — Т. 93. — С. 177.
- Raman V. V., Forman P. Why Was It Schrödinger Who Developed de Broglie's Ideas? // Historical Studies in the Physical Sciences. — 1969. — Vol. 1. — P. 291–314. — JSTOR 27757299.
- Храмов Ю. А. Бройль Луи (Луи-Виктор-Пьер-Реймонд, Louis-Victor-Pierre-Raymond de) де // Физики : Биографический справочник / Под ред. А. И. Ахиезера. — Изд. 2-е, испр. и доп. — М. : Наука, 1983. — С. 46. — 400 с. — 200 000 экз.
- Лошак Ж. Эволюция идей Луи де Бройля относительно интерпретации волновой механики // Л. де Бройль. Соотношения неопределённостей Гейзенберга и вероятностная интерпретация волновой механики (С критическими замечаниями автора). — М.: Мир, 1986. — С. 9—29.
- Смородинский Я. А., Романовская Т. Б. Луи де Бройль (1892 — 1987) // Успехи физических наук. — Российская академия наук, 1988. — Т. 156. — С. 753—760.
- Abragam A. Louis Victor Pierre Raymond de Broglie // Biographical Memoirs of Fellows of the Royal Society. — 1988. — Vol. 34. — P. 22–41.
- Луи де Бройль // Лауреаты Нобелевской премии: Энциклопедия. — М.: Прогресс, 1992.
- Bonk T. Why has de Broglie's theory been rejected? // Studies In History and Philosophy of Science Part A. — 1994. — Vol. 25. — P. 375–396.
- Nye M. J. Aristocratic Culture and the Pursuit of Science: The De Broglies in Modern France // Isis. — 1997. — Vol. 88. — P. 397–421. — JSTOR 236150.
- Mehra J. Louis de Broglie and the phase waves associated with matter // J. Mehra. The Golden Age of Theoretical Physics. — World Scientific, 2001. — P. 546—570.
- Weinberger P. Revisiting Louis de Broglie’s famous 1924 paper in the Philosophical Magazine // Philosophical Magazine Letters. — 2006. — Vol. 86. — P. 405–410.
- Lacki J. Louis de Broglie // New Dictionary of Scientific Biography. — Detroit: Charles Scribner's Sons, 2008. — Vol. 1. — P. 409—415.
- Лошак Ж. Принц науки // Де Бройль Л. Избранные научные труды. Том 1. Становление квантовой физики: работы 1921–1934 годов. — М.: Логос, 2010. — С. 11—180.